# Thunbergia venosa
Thunbergia venosa är en akantusväxtart som beskrevs av C. B. Cl.. Thunbergia venosa ingår i släktet thunbergior, och familjen akantusväxter. Inga underarter finns listade i Catalogue of Life.